# Сопеловка
Сопеловка — деревня в Курчатовском районе Курской области. Входит в Колпаковский сельсовет.

## География
Деревня находится в бассейне Реута, в 48 км к юго-западу от Курска, в 14 км к юго-западу от районного центра — города Курчатов, в 5,5 км от центра сельсовета – Новосергеевка.
Климат
Сопеловка, как и весь район, расположенa в поясе умеренно континентального климата с тёплым летом и относительно тёплой зимой (Dfb в классификации Кёппена).

## Население
| 2002 | 2010 |
| ---- | ---- |
| 65   | ↘53  |

## Инфраструктура
Личное подсобное хозяйство.

## Транспорт
Сопеловка находится в 32,5 км от федеральной автодороги М2 «Крым», в 10,5 км от автодороги регионального значения 38К-017 (Курск – Льгов – Рыльск – граница с Украиной), в 8 км от автодороги 38К-010 (M2 – Иванино), в 11 км от автодороги 38К-004 (Дьяконово – Суджа – граница с Украиной), в 4,5 км от автодороги межмуниципального значения 38Н-086 (38К-004 – Любимовка – Имени Карла Либкнехта), на автодороге 38Н-090 (38Н-086 – Колпаково – Иванино), в 11 км от ближайшей ж/д станции Блохино (линия Льгов I — Курск).